# Guillaume de Ware
Guillaume de Ware (en latin : Guilelmus de Ware), aussi connu sous la forme de Guillaume de Guarro, de Varro ou Oona, est un moine franciscain et théologien anglais, actif entre 1290 et 1305, né à Ware dans le Hertfordshire vers 1260, et mort après 1305.

## Biographie
Il a certainement étudié à l'Université d'Oxford et y a donné des conférences sur les Sentences de Pierre Lombard, mais il ne figure pas parmi les maîtres d'Oxford. 
Il y a des indices, mais aucune certitude, qu'il a également enseigné à l'Université de Paris où il aurait donné des conférences sur les Sentences de Pierre Lombard. Il était connu comme le doctor Fundatus (docteur établi) et moins communément sous le surnom de doctor Praeclarus (docteur très clair).
Un seul ouvrage peut lui être attribué avec certitude : un commentaire sur les Sentences qui subsiste dans de nombreux manuscrits. Il a été transmis dans trois rédactions différentes de qui laisse supposer qu'il a donné plusieurs cours sur les Sentences. Selon L. Höld, il a dû faire une première lecture des Sentences à l'université d'Oxford en 1295, puis une deuxième en 1300 avant de se rendre à l'université de Paris où il aurait fait une troisième lecture vers 1305. Des extraits ont été édités, par les Franciscains de Quaracchi (1904), et par A. Daniels (1909, 1913), P. Muscat (1927), J.-M. Bissen (1927) et L. Hödl (1990). 
William n'essaie pas de discuter de toutes les distinctions, mais se concentre sur les sujets qu'il trouve les plus importants, consacrant plus de 100 questions au livre 1 et seulement 129 aux trois livres restants. Parmi les théologiens dont Guillaume de Ware discute les points de vue, il y a Henri de Gand, Godefroid de Fontaines, Gilles de Rome et Richard de Mediavilla.
La tradition le fait un des maîtres de Duns Scot. Dans un ouvrage sur l'Immaculée Conception (vers 1373), Thomas de Rossy fait référence à Guillaume de Ware comme le Magister Scoti, tout comme Barthélemy de Pise dans son De conformitate vitae beati Francisci ad vitam domini Jesu de la fin des années 1380.

## Publications

### Manuscrits
- Guillaume de Ware, Jean de Gendrey, Jean Duns Scot, Super Sententiarum, écrits sur les Sentences (Médiathèque du Grand Troyes, Ms. 661, provenance de l'abbaye de Clairvaux) (voir)
- Manuscrits médiévaux d'Aquitaine : Guillaume de Ware, Commentaire sur le Livre IV des Sentences (Bibliothèque/médiathèque de Bordeaux)

## Source
- (en) Cet article est partiellement ou en totalité issu de l’article de Wikipédia en anglais intitulé « William of Ware » (voir la liste des auteurs).